# 費爾干納-欽察語
費爾干納-欽察語（Färğona tili/Фәрғона тили），又名欽察-烏茲別克語，是中亞費爾干納谷地的突厥語族語言。
它是在8世紀時與其他欽察語支分開發展，現在一般把它視為吉爾吉斯語的一個方言。
現在的一部分烏茲別克族，吉爾吉斯族和哈薩克族是此語言使用者後裔。